# Camagüey (béisbol)
El equipo de béisbol Camagüey es un equipo de la Serie Nacional (SN), perteneciente a la Zona Oriental de la Liga Cubana de Béisbol. Realizó su debut en Series Nacionales en (1967 - 68) siendo una de los equipos más viejos en estos torneos, bajo ese nombre nunca ha llegado a la primera posición, siendo un conjunto de la tabla del medio, no tan exitoso como otros pero caracterizándose por tener algunas estrellas en el pitcheo y buenos bateadores de tacto, no así de largo metraje. Camagüey obtiene el nombre por la Provincia donde reside, aunque en distintas épocas la provincia ha tenido otros equipos que han representado el territorio en Series Nacionales como Granjeros y Ganaderos.
Ganaderos realizó su debut en Series Nacionales (1974 - 75) hasta (1976- 1977) siendo este equipo el de mejores lauros obtenidos, logrando la única corona en Series Nacionales (1975 -1976) que exhibe la Provincia. El equipo Granjeros surge en (1964 - 65) hasta (1976-77) y nunca logró ser campeón, obteniendo como mejor posición un 3.er lugar (1970-71).

## Actuación histórica
| Camagüey | Camagüey | Lugares Alcanzados | Lugares Alcanzados | Lugares Alcanzados | Serie Nac. | Serie Nac. | Serie Post Temp. | Serie Post Temp. | Mánager           |
| -------- | -------- | ------------------ | ------------------ | ------------------ | ---------- | ---------- | ---------------- | ---------------- | ----------------- |
| Camagüey | Camagüey | Serie Nac.         | Zona               | Grupo              | Ganados    | Perdidos   | Ganados          | Perdidos         | Mánager           |
| VII      | 67/68    | 9.º                |                    |                    | 37         | 62         |                  |                  | Renato Puertas    |
| VIII     | 68/69    | 12.º               |                    |                    | 26         | 73         |                  |                  | Alejandro Eiriz   |
| IX       | 69/70    | 10.º               |                    |                    | 19         | 47         |                  |                  | Kenneth Whittaker |
| X        | 70/71    | 10.º               |                    |                    | 20         | 46         |                  |                  | Jorgito Hernández |
| XI       | 71/72    | 9.º                |                    |                    | 19         | 47         |                  |                  | Félix Herrera     |
| XII      | 72/73    | 5.º                |                    |                    | 44         | 33         |                  |                  | Jorgito Hernández |
| XIII     | 73/74    | 6.º                |                    |                    | 41         | 35         |                  |                  | Jorgito Hernández |
| XVII     | 77/78    | 3.º                |                    |                    | 30         | 21         |                  |                  | Carlos Gómez      |
| XVIII    | 78/79    | 6.º                |                    |                    | 28         | 21         |                  |                  | Carlos Gómez      |
| XIX      | 79/80    | 13.º               |                    |                    | 21         | 30         |                  |                  | Miguel Cuevas     |
| XX       | 80/81    | 13.º               |                    |                    | 23         | 28         |                  |                  | Miguel Cuevas     |
| XXI      | 81/82    | 11.º               | >                  |                    | 23         | 28         |                  |                  | Miguel Borroto    |
| XXII     | 82/83    | 3.º                |                    |                    | 35         | 16         |                  |                  | Miguel Borroto    |
| XXIII    | 83/84    | 4.º                |                    |                    | 46         | 27         |                  |                  | Miguel Borroto    |
| XXIV     | 84/85    | 2.º                |                    |                    | 50         | 25         |                  |                  | Miguel Borroto    |
| XXV      | 85/86    | 6.º                | 3.º                |                    | 32         | 16         |                  |                  | Miguel Borroto    |
| XXVI     | 86/87    | 10.º               | 5.º                |                    | 24         | 23         |                  |                  | Miguel Borroto    |
| XXVII    | 87/88    | 4.º                | 2.º                |                    | 29         | 19         | 1                | 5                | Miguel Borroto    |
| XXVIII   | 88/89    | 7.º                | 3.º                |                    | 29         | 19         |                  |                  | Miguel Borroto    |
| XXIX     | 89/90    | 11.º               | 6.º                |                    | 24         | 24         |                  |                  | Carlos Gómez      |
| XXX      | 90/91    | 2.º                | 2.º                |                    | 29         | 19         | 3                | 5                | Felipe Sarduy     |
| XXXI     | 91/92    | 3.º                | 1.º                |                    | 29         | 19         | 1                | 3                | Felipe Sarduy     |
| XXXII    | 92/93    | 8.º                | 5.º                | 2.º                | 33         | 32         |                  |                  | Felipe Sarduy     |
| XXXIII   | 93/94    | 7.º                | 3.º                | 2.º                | 35         | 30         |                  |                  | Felipe Sarduy     |
| XXXIV    | 94/95    | 11.º               | 5.º                | 2.º                | 27         | 38         |                  |                  | Miguel Borroto    |
| XXXV     | 95/96    | 5.º                | 3.º                | 2.º                | 38         | 27         |                  |                  | Felipe Sarduy     |
| XXXVI    | 96/97    | 8.º                | 4.º                | 2.º                | 33         | 32         |                  |                  | Felipe Sarduy     |
| XXXVII   | 97/98    | 3.º                | 2.º                | 1.º                | 57         | 33         | 6                | 4                | Miguel Borroto    |
| XXXVIII  | 98/99    | 13.º               | 7.º                | 3.º                | 40         | 50         |                  |                  | Miguel Borroto    |
| XXXIX    | 99/00    | 6.º                | 4.º                | 2.º                | 52         | 38         | 0                | 3                | Miguel Borroto    |
| XL       | 00/01    | 3.º                | 4.º                | 2.º<               | 53         | 37         | 5                | 5                | Miguel Borroto    |
| XLI      | 2002     | 8.º                | 4.º                | 2.º                | 44         | 46         | 1                | 3                | Miguel Borroto    |
| XLII     | 2003     | 7.º                | 3.º                | 2.º                | 44         | 46         | 1                | 3                | Rolando Hernández |
| XLIII    | 2004     | 13.º               | 7.º                | 4.º                | 38         | 52         |                  |                  | Rolando Hernández |
| XLIV     | 2005     | 12.º               | 7.º                | 4.º                | 35         | 55         |                  |                  | Leonel Moa        |
| XLV      | 2006     | 11no               | 6.º                | 4.º                | 41         | 49         |                  |                  | Leonel Moa        |
| XLVI     | 2007     | 8.º                | 4.º                | 3.º                | 50         | 40         | 1                | 3                | Miguel Borroto    |
| XLVII    | 2008     | 13.º               | 8.º                | 4.º                | 35         | 55         |                  |                  | Miguel Borroto    |
| XLVIII   | 2009     | 10.º               | 6.º                |                    | 41         | 49         |                  |                  | Luis Ulacia       |
| XLIX     | 2010     | 13.º               | 8.º                |                    | 35         | 53         |                  |                  | Luis Ulacia       |
| L        | 2011     | 12.º               | 7.º                |                    | 41         | 49         |                  |                  | Luis Ulacia       |
| LI       | 2012     | 13.º               | 8.º                |                    | 43         | 53         |                  |                  | Felipe Sarduy     |
| LII      | 2013     | 13.º               |                    |                    | 39         | 48         |                  |                  | Luis Guevara      |
| LIII     | 2014     | 14.º;              |                    |                    | 17         | 28         |                  |                  | Luis Guevara      |
| LIV      | 2015     | 15.º               |                    |                    | 15.º       | 29.º       |                  |                  | Esteban Lombillo  |
| Totales  | Totales  | Totales            | Totales            | Totales            | 1529       | 1618       | 19               | 34               |                   |

## Selección 2016

### Lanzadores
- Yariel Rodríguez Yordi
- José Ramón Rodríguez Menedez
- Arbelio Quiroz Martínez
- Carlos Alfredo Pérez Vergara
- Vicyohandry Odelin Saname
- Ramón Robles Rodríguez
- Frank Madan Montejo
- Dunieski Álvarez Chirino
- Rodolfo Soris Yera
- Billy Arias Cisnero
- Alexis Mulato Estrada
- Yormani Socarras Rojas
- Ángel Daniel Ramírez Alcolea

### Jugadores de posición
Receptores
- Yendry Téllez Acevedo
- Luis Gómez Pérez
- Jorge Álvarez Rodríguez

Jugadores de cuadro
- Leonel Segura Morales
- Pedro Smith Lugo
- Humberto Bravo Riquene
- Rafael Lastre Benítez
- Eglis Eugelles Antúnez
- Yosbel Pérez Gutiérrez
- Alexander Ayala García
- Yusley Aramburo López
- Liban Amaro López

Jardineros
- Héctor Hernández Ramírez
- Jorge Cardosa Riveron
- Leonel Moas Acevedo
- Yanmichel Flores Galván
- Dariel Avilés Zamora
- Yoel Darce Herrera
- Orlandy González Peraza

### Director
Esteban Lombillo.

### Rosters en Series Nacionales
- Camagüey 2015-2016

Vicyohandry Odelín, Norge Luis Ruiz, Yormani Socarrás, Juan Cruz, Fidel Romero,Frank Madám, Dariel Gongora,José Ramón Rodríguez, Onelio Carmenates, Jaime Vidal, Lisander Hernández, Rolando Rodríguez, Yosimar Causin, Arbelio Quiroz, Elian Rodríguez Tejeda,
Irán Falcón, Yendri Téllez, Ermindo Escobar, Luis Gómez Pérez, Dary Reinier Bartolomé, Marino Luis, Alexander Ayala, Leonel Segura, Humberto Bravo, Rafael Lastre Benítez, Damián Leiva, Alexander Martínez, Henry Quintero, Eleazar Lame, Héctor Hernández,Asniel Hernández, Osmel Águila, Willian Luis, Campillo, Dairon Blanco, Diosdani Russo, Leonel Moa (Jr)
- Camagüey 2014-2015
- Camagüey 2013-2014
- Camagüey 2012-2013
- Camagüey 2011-2012
- Camagüey 2010-2011
- Camagüey 2009-2010

Lednier Ricardo Quiñones, Elier Noa Ramírez, Pedro Smith Lugo, Carlos Lafourcade Oliva, Darys Bartolomé Vega, Rafael Lastre Benítez, Yosvani García González, Marino Luis Márquez, Joel Avalos Cabalé, Alexander Ayala García, Danger García Cabrera, Asniel Hernández Soca, Dariel Álvarez Camejo, Dayron Varona Suárez, Osmel Águila González, William Luis Campillo, Alexei Palmero Valdés, Arley Alfonso Álvarez, Vicyohandry Odelín Sanamé, Asiel Feliciano Hernández Leal, Yormani Socarrás Rojas, Yunier Germán Reyes, Yusney Saborit Ochoa, Fidel Hernesto Romero Victoria, Jaime Vidal Jiménez, Yankiel Flores Cuba, Lázaro Pausa Pérez de Corcho, Yoan Fabré Esquivel, Vladimir Pérez Sarmiento, Ramón Robles Rodríguez, Dunieski Álvarez Chirino, Jorge Luis Pargas Figueredo, Frank Madan Montejo 
- Camagüey 2008-2009

Lednier Ricardo Quiñones, Elier Noa Ramírez, Pedro Smith Lugo, Darys Bartolomé Vega, Marino Luis Márquez, Adalberto Ibarra Reyes, Alexander Ayala García, Rafael Lastre Benítez, Dayron Varona Suárez, Leslie Anderson Stephen, Norberto Concepción Martínez, William Luis Campillo, Héctor Hernández Ramírez, Alexei Palmero Valdés, Dariel Álvarez Camejo, Vicyohandry Odelín Sanamé, Elier Sánchez Quesada, Luis Campillo Hernández, Ricardo Estévez Pozo, Vladimir Pérez Sarmiento, Yormani Socarrás Rojas, Fidel Romero Victoria, Yunier Germán Reyes, Luis Orlando Ferrer, Jaime Vidal Jiménez, Jimmy Jaime Sáez, Alberto Rodríguez Solano, Arlen González Garcés, Carlos Lafourcade Oliva, Jorge Cardosa Riverón, Yasiel Mederos Martínez, Joel Avalos Cabalé, Yosvani García González, Osmel Águila González, Diosdani Russo Brown, Arley Alfonso Álvarez, Ramón Robles Rodríguez, Yusney Saborit Ochoa, Rodolfo Sorís Yera, José Miguel Abad Montoya, Cristian Reyes Torres, Raiko Balboa Ortega, Yasmani Arcia Fernández, Lázaro Pausa Pérez de Corcho, Yoandri Quiala Pérez de Águila. 
- Camagüey 2007-2008

Raúl Reyes Pérez,Luis Campillo Hernández, Mario Denis Batán, Norberto Concepción Martínez, Marino Luis Márquez, Vicyohandry Odelín Sanamé, Alberto Rodríguez Solano, Alexander Ayala García, Vladimir Pérez Sarmiento, Leslie Anderson Stephen, Yormani Socarrás Rojas, William Luis Campillo, Yusquiel García Salazar, Héctor Hernández Ramírez, Joel David Pedroso Farnot, Elier Sánchez Quesada, Dariel Álvarez Camejo, Dunieski Álvarez Chirino, Adalberto Ibarra Reyes, Yunier Germán Reyes, Jaime Vidal Jiménez, Ricardo Estévez Pozo, Yenier Bello Veloso, Elier Noa Ramírez, Rafael Lastre Benítez, Yankiel Flores Cuba, Yoandri Quiala Pérez de Águila, Lednier Ricardo Quiñones, Darys Bartolomé Vega, Dayron Varona Suárez, Fidel Romero Victoria, 
- Camagüey 2006-2007

Luis Campillo Hernández, Loidel Chapellí Jiménez, Norberto Concepción Martínez, Marino Luis Márquez Vicyohandry Odelín Sanamé, Alberto Rodríguez Solano, Alexander Ayala García, Vladimir Pérez Sarmiento, Leslie Anderson Stephen, Yormani Socarrás Rojas, William Luis Campillo, Yusquiel García Salazar, Héctor Hernández Ramírez, Joel David Pedroso Farnot, Elier Sánchez Quesada, Alexei Tanis García, Adalberto Ibarra Reyes, Omar Barrero Rivero, Duany Basulto Herrera, Jaime Vidal Jiménez, Jimmy Jaime Sáez, Yarosky Pérez León, Ricardo Estévez Pozo, Yuriandis Nápoles Morales, Yenier Bello Veloso, Elier Noa Ramírez, Rafael Lastre Benítez, Dariel Álvarez Camejo, Yankiel Flores Cuba, Arley Hernández Fernández, Roinier Barrueta Manzano, Yoandri Quiala Pérez de Águila, Pedro Smith Lugo. 
- Camagüey 2005-2006

Luis Campillo Hernández, Loidel Chapellí Jiménez, Mario Denis Batán, Norberto Concepción Martínez, Marino Luis Márquez, Vicyohandry Odelín Sanamé, Alberto Rodríguez Solano, Alexander Ayala García, Vladimir Pérez Sarmiento, Rafael Ángel Rodríguez Carmenates, Leslie Anderson Stephen, Yormani Socarrás Rojas, William Luis Campillo, Yusquiel García Salazar, Maikel Jackson Martínez, Elier Sánchez Quesada, Alexei Tanis García , Lázaro O'Farril Gilbert, Adalberto Ibarra Reyes, Omar Barrero Rivero, Duany Basulto Herrera, Yunier Germán Reyes, Carlos Lafourcade Oliva, Joel Avalos Cabalé, Jaime Vidal Jiménez, Alexei Palmero Valdés, Jimmy Jaime Sáez,Yasmani Ramos Ávila,Yarosky Pérez León,Ricardo Estévez Pozo,Yuriandis Nápoles Morales 
- Camagüey 2004-2005

Fernando Tejeda González,Luis Campillo Hernández Joel Caldés Luis, Loidel Chapellí Jiménez,Mario Denis Batán, Norberto, Concepción Martínez, Marino Luis Márquez,Vicyohandry Odelín Sanamé,Alberto Rodríguez Solano,Luben Valdés, Alexander Ayala García, Vladimir Pérez Sarmiento, Rafael Ángel Rodríguez Carmenates,Pavel Bernal Hermidas,Reinaldo Herrera Bolívar,Leslie Anderson Stephen,Yormani Socarrás Rojas,Abraham Rondón Sánchez,William Luis Campillo,Yusquiel García Salazar,Héctor Hernández Ramírez, José Carlos Blake Nápoles, Maikel Jackson Martínez,Elier Sánchez Quesada, Alexei Tanis García,Lázaro O'Farril Gilbert, Adalberto Ibarra Reyes, Yonny Escocia Rodríguez, Omar Barrero Rivero, Duany Basulto Herrera, Yunier Germán Reyes. 
- Camagüey 2003-2004

Fernando Tejeda González, Luis Campillo Hernández,Neury Fernández Castaéeda, Loidel Chapellí Jiménez, Alaín Pérez Torres, Norberto Concepción Martínez, Marino Luis Márquez, Asniel Russo Brown, Vicyohandry Odelín Sanamé, Alberto Rodríguez Solano, Alexander Ayala García, Vladimir Pérez Sarmiento, Pavel Bernal Hermidas, Reinaldo Herrera Bolívar, Leslie Anderson Stephen, Vladimir Cabrejas Fernández, Yormani Socarrás Rojas, Abraham Rondón Sánchez, William Luis Campillo, Alexis Fonseca Matos, Yusquiel García Salazar, Héctor Hernández Ramírez, Maikel Piñeiro Lisabet, Joel David Pedroso Farnot, José Carlos Blake Nápoles, Johan Cala Ramos, Maikel Jackson Martínez, Elier Sánchez Quesada, Yasiel Pino Expósito, Dunieski Álvarez Chirino. 
- Camagüey 2002-2003

Fernando Tejeda González, Teófilo Pérez Constante, Orlando González Dechapellí, Raúl Reyes Pérez, Luis Campillo Hernández, Neury Fernández Castañeda, Loidel Chapellí Jiménez, Lázaro Ortiz Nápoles, Alaín Pérez Torres, Mario Denis Batán, Norberto Concepción Martínez, Marino Luis Márquez, Asniel Russo Brown, Vicyohandry Odelín Sanamé, Nelson González Paz, Alberto Rodríguez Solano, Luben Valdés, Alexander Ayala García, Vladimir Pérez Sarmiento, Pavel Bernal Hermidas, Leslie Anderson Stephen, Yormani Socarrás Rojas, William Luis Campillo, Alexis Fonseca Matos, Yusquiel García Salazar, Héctor Hernández Ramírez, Yosvel García Doimeadiós, Yordanys Camps Sifontes, Joel Pérez Bolaños, Eliclides Arias Cisneros, Duniesky de Mesa Oropesa. 
- Camagüey 2001-2002

Luis Ulacia Álvarez, Fernando Tejeda González, Liván O'Farril Gilbert, Teófilo Pérez Constante, Orlando González Dechapellí, Raúl Reyes Pérez, Luis Campillo Hernández, Laidel Chapellí Jimínez, Neury Fernández Castañeda, Joel Caldés Luis, Loidel Chapellí Jimínez, Alaín Pérez Torres, Norberto Concepción Martínez, Marino Luis Márquez, Kazanovi de Mesa Oropesa, Asniel Russo Brown, Vicyohandry Odelín Sanamé, Nelson González Paz, Orosmani Rivero Díaz, Alexander Ayala García, Rafael Ángel Rodríguez Carmenates, Pavel Bernal Hermidas, Leslie Anderson Stephen, Vladimir Cabrejas Fernández, Yormani Socarrás Rojas, Yoandry Forcelledo Vázquez, William Luis Campillo, Juan Carlos Martínez González 
- Camagüey 2000-2001

Luis Ulacia Álvarez, Fernando Tejeda González, Liván O'Farril Gilbert, Miguel Caldés Luis, Teófilo Pérez Constante, Orlando González Dechapellí, Luis Campillo Hernández, Laidel Chapellí Jimínez, Neury Fernández Castañeda, Joel Caldés Luis, Loidel Chapellí Jiménez, Lázaro Ortiz Nápoles, Alaín Pérez Torres, Mario Denis Batón, Norberto Concepción Martínez, Marino Luis Márquez, Asniel Russo Brown, Misael Thompson Quesada, Reilandy López Dulset, Vicyohandry Odelín Sanamé, Nelson González Paz, Miguel Ángel Labrada Jiménez, Orosmani Rivero Díaz, Alexander Ayala García, Vladimir Pérez Sarmiento, Rafael Ángel Rodríguez Carmenates, Pavel Bernal Hermidas, Reinaldo Herrera Bolívar, Leslie Anderson Stephen, Vladimir Cabrejas Fernández, Yormani Socarrás Rojas,Abraham Rondón Sánchez. 
- Camagüey 1999-2000

Luis Ulacia Álvarez, Fernando Tejeda González, Liván O'Farril Gilbert, Rafael O'Farril Gilbert, Miguel Caldés Luis, Teófilo Pérez Constante, Orlando González Dechapellí, Raúl Reyes Pérez, Luis Campillo Hernández, Laidel Chapellí Jimínez, Neury Fernández Castañeda, Joel Caldés Luis, Loidel Chapellí Jiménez, Alaín Pérez Torres, Mario Denis Batán, Giorkis Rodríguez Blanco, Norberto Concepción Martínez, Marino Luis Márquez, Misael Thompson Quesada, Raidel Brito Martínez, Vicyohandri Odelin Sanamé, Arián Cruz O'Relly, Nelson González Paz, Miguel Ángel Labrada Jimínez, Luben Valdés Delgado, Orosmani Rivero Díaz, Alexander Ayala García, Vladimir Pérez Sarmiento, Rafael Ángel Rodríguez Carmenates 
- Camagüey 1998-1999

Miguel Zayas Toledo, Luis Ulacia Álvarez, Julio Castillo Hernández, Fernando Tejeda González, Rafael O'Farril Gilbert, Miguel Caldés Luis, Teófilo Pérez Constante, Orlando Lugo Castro, Orlando González Dechapellí, Omar Luis Martínez, Edel Pacheco Gómez, Raúl Reyes Pérez, Luis Campillo Hernández, Laidel Chapellí Jimínez, Neury Fernández Castañeda, Loidel Chapellí Jiménez, Lázaro Ortiz Nápoles, Idoel Montalvo Cepero, Alaín Pérez Torres, Norberto Concepción Martínez, Marino Luis Márquez, Asniel Russo Brown, Vicyohandri Odelin Sanamé, Arián Cruz O'Relly, Nelson González Paz, Alexis Cabrera Poll, Alberto Rodríguez Solano 
- Camagüey 1997-1998

Luis Ulacia Álvarez, Fernando Tejeda González, Humberto Bravo Delgado, Liván O'Farril Gilbert, Miguel Caldés Luis, Teófilo Pérez Constante, Orlando Lugo Castro, Orlando González Dechapellí, Luis Guevara Cañete, Omar Luis Martínez, Raúl Reyes Pérez, Luis Campillo Hernández, Laidel Chapellí Jimínez, Pablo Brooks Germán, Neury Fernández Castañeda, Loidel Chapellí Jiménez, Lázaro Ortiz Nápoles, Idoel Montalvo Cepero, Alaín Pérez Torres, Norberto Concepción Martínez, Marino Luis Márquez, Raúl Contreras Toranzo, Asniel Russo Brown, Misael Thompson Quesada, Reilandy López Dulset, Isael Pérez Zamora, Raidel Brito Martínez,Vicyohandry Odelín Sanamé, Arián Cruz O'Relly 
- Camagüey 1996-1997

Luis Ulacia Álvarez, Fernando Tejeda González, Humberto Bravo Delgado, Liván O'Farril Gilbert, Rafael O'Farril Gilbert, Miguel Caldés Luis, Teófilo Páez Constante, Orlando Lugo Castro, Orlando González Dechapellí, Omar Luis Martínez, Edel Pacheco Gómez, Raúl Reyes Pérez, Lidel Pedroso Pérez, Luis Campillo Hernández, Laidel Chapellí Jimínez, Neury Fernández Castañeda, Horacio Bencomo Figueroa, Loidel Chapellí Jiménez, Ricardo Estévez Pacheco, Lázaro Ortiz Nápoles, Alexis Agramonte Alcántara, Rafael González Díaz, Idoel Montalvo Cepero, Idalberto González Zamora, Alaín Pérez Torres, Mario Denis Batán, Giorkis Rodríguez Blanco, Norberto Concepción Martínez, Marino Luis Márquez, Raúl Contreras Toranzo, Kazanovi de Mesa Oropesa 
- Camagüey 1994-1995

Miguel Zayas Toledo,Mario Leonel Moa Jals, Sergio Quesada Quintero, Luis Ulacia Álvarez, Fernando Tejeda González, Humberto Bravo Delgado, Pablo Primelles Martínez, Liván O'Farril Gilbert, Carlos Feriá Palacios, Rafael O'Farril Gilbert, Miguel Caldés Luis, Teófilo Pérez Constante, Orlando González Dechapellí, Felipe Fernández Sánchez, Luis Guevara Cañete, Omar Luis Martínez, Edel Pacheco Gómez, Humberto William Vidal, José Antonio Armenteros Soto, Laidel Chapellí Jiménez, Neury Fernández Castañeda, Joel Caldés Luis, Loidel Chapellí Jiménez, Mariano Marín Hernández, Félix Cabrera García, Lázaro Ortiz Nápoles, Ricardo Estévez Pacheco, Alexis Agramonte Alcántara, Rafael Gonzólez Díaz , Luis Zumaquera Espinosa, Manuel Arturo Roque Sánchez, Mario Olazábal Areas 
- Camagüey 1993-1994

Miguel Zayas Toledo, Mario Leonel Moa Jals, Sergio Quesada Quintero, Luis Ulacia Álvarez, Julián Lázaro Pipper Batista, Norberto Martínez Benítez, Fernando Tejeda González, Humberto Bravo Delgado, Pablo Primelles Martínez, Liván O'Farril Gilbert, Miguel Caldés Luis,Teófilo Pérez Constante, Orlando Lugo Castro, Orlando González Dechapellí, Felipe Fernández Sánchez, Luis Guevara Cadete, Omar Luis Martínez Edel Pacheco Gómez, Humberto William Vidal, José Antonio Armenteros Soto, Laidel Chapellí Jimínez, Pablo Brooks Germán, Neury Fernández Castañeda, Joel Caldés Luis, Julio Mantilla Marcelino, Horacio Bencomo Figueroa, Manuel Fernández Benítez, Loidel Chapellí Jiménez 
- Camagüey 1992-1993

Miguel Zayas Toledo, Mario Leonel Moa Jals, Sergio Quesada Quintero, Luis Ulacia Álvarez, Alcides Massó Pérez, Fernando Tejeda González, Buenafé Nápoles Robaina, Humberto Bravo Delgado, Pablo Primelles Martínez, Liván O'Farril Gilbert, Miguel Caldés Luis, Teófilo Pérez Constante, Orlando Lugo Castro, Orlando González Dechapellí, Felipe Fernández Sánchez, Ismel Díaz Wuang, Luis Guevara Cañete, Omar Luis Martínez, Edel Pacheco Gómez, Humberto William Vidal, Raúl Reyes Pérez, Wilfredo Sarmientos Bió, José Antonio Armenteros Soto, Luis Campillo Hernández, Carlos García Ibáñez, Laidel Chapellí Jiménez, Odel Rivera Rodríguez, Pablo Brooks Germán, Neury Fernández Castañeda 
- Camagüey 1991-1992

Miguel Zayas Toledo, Mario Leonel Moa Jals, Sergio Quesada Quintero, Luis Ulacia Álvarez, Alcides Massó Pérez, Fernando Tejeda González, Buenafé Nápoles Robaina, Humberto Bravo Delgado, Pablo Primelles Martínez, Liván O'Farril Gilbert, Rafael O'Farril Gilbert, Miguel Caldés Luis, Teófilo Pérez Constante, Orlando Lugo Castro, Orlando González Dechapellí, Felipe Fernández Sánchez, Ismel Díaz Wuang, Luis Guevara Cañete, Omar Luis Martínez, Edel Pacheco Gómez, Humberto William Vidal, Raúl Reyes Pérez, José Manuel Ramos Calderón, Lidel Pedroso Pérez, Wilfredo Sarmientos Bió, José Antonio Armenteros Soto, Luis Campillo Hernández 
- Camagüey 1990-1991

Miguel Zayas Toledo, Mario Leonel Moa Jals,Sergio Quesada Quintero, Luis Ulacia Álvarez, Julián Lázaro Pipper Batista, Alcides Massó Pérez, José Antonio Herrera Mendoza, José Carlos Sarduy Rondón, Andrés Luis Martínez, Fernando Tejeda González, Buenafé Nápoles Robaina, Pablo Primelles Martínez, Liván O'Farril Gilbert, Rafael O'Farril Gilbert, Miguel Caldés Luis, Teófilo Pérez Constante, Orlando Lugo Castro,Orlando González Dechapellí, Eduardo Rosabal Álvarez, Felipe Fernández Sánchez, Ismel Díaz Wuang, Luis Guevara Cañete, Omar Luis Martínez, Edel Pacheco Gómez, Humberto William Vidal, Jorge Revolta Fernández, Raúl Reyes Pérez 
- Camagüey 1989-1990

Miguel Zayas Toledo,Mario Leonel Moa Jals,Sergio Quesada Quintero, Luis Ulacia Álvarez, Julián Lázaro Pipper Batista, Reinaldo Fernández Fabier,José Antonio Herrera Mendoza,José Carlos Sarduy Rondón Andrés Luis Martínez, Buenafé Nápoles Robaina, Claudelino Jiménez Cárdenas, Carmelo Alfonso López, Pablo Primelles Martínez, Rafael O'Farril Gilbert, Miguel Caldés Luis, Eusebio Ribay Ciprián, Teófilo Pérez Constante, Orlando Lugo Castro, Orlando González Dechapellí, Eduardo Rosabal Álvarez, Felipe Fernández Sánchez, Ismel Díaz Wuang, Enrique Wilson Mujica, Luis Guevara Cañete, Nelson Rodríguez Varona, Omar Luis Martínez, Edel Pacheco Gómez,Idalberto García Castro 
- Camagüey 1988-1989

Miguel Zayas Toledo, Mario Leonel Moa Jals, Sergio Quesada Quintero, Luis Ulacia Álvarez, Julián Lázaro Pipper Batista, Julio Castillo Hernández, Reinaldo Fernández Fabier,José Antonio Herrera, Mendoza, José Carlos Sarduy Rondón, Andrés Luis Martínez, Noel Casals Mendoza, Ramón Espinosa Álvarez, Fernando Tejeda González, Buenafé Nápoles Robaina, Claudelino Jiménez Cárdenas, Carmelo Alfonso López Humberto Bravo Delgado, Pablo Primelles Martínez, Carlos Feriá Palacios, Rafael O'Farril Gilbert, Miguel Caldés Luis, Eusebio Ribay Ciprián, Teófilo Pérez Constante, Jorge Félix Armenteros Rodríguez, Orlando Lugo Castro,Orlando González Dechapellí, Eduardo Rosabal Álvarez, Reinerio Guerra Moronta, Felipe Fernández Sánchez 
- Camagüey 1987-1988

Miguel Zayas Toledo, Mario Leonel Moa Jals, Sergio Quesada Quintero, Luis Ulacia Álvarez, Julio Castillo Hernández Reinaldo Fernández Fabier, Alcides Massó Pérez, José Antonio Herrera Mendoza, José Carlos Sarduy Rondón, Andrés Luis Martínez, Noel Casals Mendoza, Ramón Espinosa Álvarez, Fernando Tejeda González, Buenafé Nápoles Robaina, Claudelino Jiménez Cárdenas, Carmelo Alfonso López, Humberto Bravo Delgado, Pablo Primelles Martínez, Carlos Feriá Palacios, Rigoberto Fernández Luna, Ismael Pérez Francis, Rafael O' Farril Gilbert, Humberto Diéguez Olivera, Miguel Caldés Luis, Eusebio Ribay Ciprián, Carlos Espinosa Pérez, Teófilo Pérez Constante, Jorge Félix Armenteros Rodríguez 
- Camagüey 1986-1987

Miguel Zayas Toledo, Mario Leonel Moa Jals, Sergio Quesada Quintero, Luis Ulacia Álvarez, Maximiliano Armenteros Gilbert., Julio Castillo Hernández, Reinaldo Fernández Fabier, José Antonio Herrera Mendoza, José Carlos Sarduy Rondón, Andrés Luis Martínez, Noel Casals Mendoza, Ramón Espinosa Álvarez, Noel Semanat Rodríguez, Fernando Tejeda González, Buenafé Nápoles Robaina, Claudelino Jiménez Cárdenas, Bárbaro Mora Cruz, Carmelo Alfonso López, Emilio Morales Pérez, Humberto Bravo Delgado, Pablo Primelles Martínez, Liván O'Farril Gilbert, Carlos Feriá Palacios, Rey Alí Cortina, Rigoberto Fernández Luna, Ismael Pérez Francis, Jorge Luis García Castro 
- Camagüey 1985-1986

Miguel Zayas Toledo, Jorge Valdés Repilado, Julián Gómez Jiménez, Mario Leonel Moa Jals, Sergio Quesada Quintero, Luis Ulacia Álvarez, Maximiliano Armenteros Gilbert., Julián Lázaro Pipper Batista, Norberto Martínez Benítez, Julio Castillo Hernández, Andrés Pérez González, Reinaldo Fernández Fabier, Alcides Massó Pérez, José Antonio Herrera Mendoza, Dagoberto León García, José Carlos Sarduy Rondón, Andrés Luis Martínez, Noel Casals Mendoza, Ramón Espinosa Álvarez, Alfredo Roque Cruz, Noel Semanat Rodríguez, Fernando Tejeda González, Buenafé Nápoles Robaina, Claudelino Jiménez Cárdenas, Lorenzo Escobar Osoria, Carlos Luis Isólito. 
- Camagüey 1984-1985

Miguel Zayas Toledo, Máximo Pérez Soria, Jorge Valdés Repilado, Mario Leonel Moa Jals, Sergio Quesada Quintero, Dagoberto León García, Julio Castillo Hernández, Julián Lázaro Pipper Batista, Maximiliano Armenteros Gilbert, Luis Ulacia Álvarez, Reinaldo Fernández Fabier, Alcides Massó Pérez, Bárbaro Mora Cruz, José Carlos Sarduy Rondón Gonzalo Garcías Reves, Andrés Pérez González, José Antonio Herrera Mendoza, José Sánchez Andrés, Andrés Luis Martínez, Noel Casals Mendoza, Claudelino Jiménez Cárdenas, Noel Semanat Rodríguez, Lorenzo Escobar Osoria, Angel Galiano Carmenates, Alfredo Roque Cruz, Ricardo Luis Junco,Ramón Espinosa, Fernando Tejeda González 
- Camagüey 1983-1984

Miguel Zayas Toledo, Máximo Pérez Soria, Jorge Valdés Repilado, Felipe Sarduy Carrillo, Mario Leonel Moa Jals, Sergio Quesada Quintero, Luis Ulacia Álvarez, Julián Lázaro Pipper Batista, Maximiliano Armenteros Gilbert., Humberto Bravo Delgado, Reinaldo Fernández Fabier, José Carlos Sarduy Rondón, Alcides Massó Pérez, José Antonio Herrera Mendoza, Bárbaro Mora Cruz, Carlos Feriá Palacios, José Sánchez Andrés, Noel Casals Mendoza, Alfredo Roque Cruz, Carlos Luis Isólito, Andrés Luis Martínez, Ernesto Andreu Carmenates, Noel Semanat Rodríguez, Ramón Espinosa Álvarez, Claudelino Jiménez Cárdenas, Lorenzo Escobar Osoria, Juan Pérez Pérez, Humberto Mora Zambrano 
- Camagüey 1982-1983

Pedro Cruz Fuentes, Miguel Zayas Toledo, Carlos Triana Pérez, Felipe Sarduy Carrillo,Mario Leonel Moa Jals, Sergio Quesada Quintero, Maximiliano Armenteros Gilbert, Luis Ulacia Álvarez, Julián Lázaro Pipper Batista, Humberto Bravo Delgado, Esteban Ribay Pérez, Reinaldo Fernández Fabier, Reinaldo González Varona, Jorge Valdés Repilado, José Antonio Herrera Mendoza, Alcides Massó Pérez, Bárbaro Mora Cruz, José Carlos Sarduy Rondón, Alfredo Roque Cruz, José Sánchez Andrés, Noel Semanat Rodríguez, Noel Casals Mendoza, José Cruz Castellanos, Juan Pérez Pérez, Carlos Luis Isólito, Jorge Revolta Fernéndez, Ismael Pérez Francis, Andrés Luis Martínez, Lorenzo Escobar Osoria, Eduardo Pérez Pérez 
- Camagüey 1981-1982

Felipe Sarduy Carrillo,José Carlos Sarduy Rondón,Máximo Pérez Soria,Luis Ulacia Álvarez, Bárbaro Mora Cruz,Reinaldo Fernández Fabier,Miguel Zayas Toledo,Sergio Quesada Quintero,Maximiliano Armenteros Gilbert,Jorge Valdés Repilado,Pedro Cruz Fuentes,Gerónimo Estupiñan Olivera,José Antonio Herrera Mendoza,Reinaldo del Risco Paz,Julián Lázaro Pipper Batista, Miguel Concepción Martínez, Roger Tamayo Medina,Jorge Revolta Fernández,José Cruz Castellanos,Carlos Luis Isólito, Dionisio Colás González, Oscar Romero Albert, Alfredo Roque Cruz Noel Semanat Rodríguez, Manuel Domínguez Rodríguez, Noel Casals Mendoza Jorge Rodríguez Aguilar, Ismael Pérez Francis, Marcelino Sogo Sánchez 
- Camagüey 1980-1981

Esteban Cairo García, Felipe Sarduy Carrillo, Sergio Quesada Quintero, José Prado Socarrás, Sandalio Hernández Suárez, Jorge Valdés Repilado, Reinaldo Fernández Fabier, Gonzalo Garcías Reves, Pedro Cruz Fuentes, Bárbaro Mora Cruz, Mario Leonel Moa Jals, Oscar Más Rodríguez, Angel Alberto Saínz Martínez, Félix Cabrera García, Esteban Ribay Pérez, Leonides Hernández Varona, Adalberto Cárdenas Mederos, Miguel Concepción Martínez, Jesús Ríos Roque, Oscar Romero Albert, Romerico Rivero Álvarez, Manuel Domínguez Rodríguez, José Sánchez Andrés, José Cruz Castellanos, Ernesto Andreu Carmenates, Alfredo Roque Cruz, Jorge Rodríguez Aguilar, Noel Casals Mendoza, Agustín Álvarez Pérez, Jorge Revolta Fernández 
- Camagüey 1979-1980

Sandalio Hernández Suárez, Felipe Sarduy Carrillo, Eusebio Cruz Zamora, Iray Dussat Alvarado, Vicente Díaz Martínez, Sergio Quesada Quintero, Reinaldo Fernández Fabier, Gonzalo Garcías Reves, Esteban Ribay Pérez, Máximo Pérez Soria, Pedro Cruz Fuentes, Anselmo Hernández Ibáñez, Oscar Más Rodríguez, Jorge Sardiñas Mesa, Maximiliano Armenteros Gilbert, Manuel Cairo García, Esteban Cairo García, Félix Cabrera García Leonides Hernández Varona, José Sánchez Andrés, Ernesto Andreu Carmenates, Oscar Romero Albert,Gaspar Legón,Alfredo Roque Cruz Carlos Luis Isólito, Marcelino Sogo Sánchez, Armando Clemente Montejo, Noel Casals Mendoza, Salvador Guerra Bringas, José C. Castelló Coello 
- Camagüey 1978-1979

Pedro Cruz Fuentes,Carlos Triana Pérez,Máximo Pérez Soria, Felipe Sarduy Carrillo, Vicente Díaz Martínez,Sergio Quesada Quintero, Maximiliano Armenteros Gilbert.,Ramón Cordero Ibáñez, Oscar Más Rodríguez, Sandalio Hernández Suárez, Eusebio Cruz Zamora, Anselmo Hernández Ibáñez,Manuel Cairo García, Reinaldo Fernández Fabier, Gonzalo Garcías Reves, Gaspar Legón, Oscar Romero Albert, Alfredo Roque Cruz, José Sánchez Andrés, José Cruz Castellanos, Ernesto Andreu Carmenates, Armando Varona Martínez, Sergio Ramírez Vázquez, Armando Clemente Montejo, Alejandro Ronquillo Vega, Reinerio Oramas Rodríguez, Antonio Semanat Rodríguez,Leonel Galiano Carmenates,Esteban Cairo García
- Camagüey 1977-1978

Sandalio Hernández Suárez, Eusebio Cruz Zamora,Felipe Sarduy Carrillo,Anselmo Hernández Ibáñez, Vicente Díaz Martínez, Ramón Cordero Ibáñez, Reinaldo Fernández Fabier, Pedro Cruz Fuentes,Sergio Quesada Quintero, Maximiliano Armenteros Gilbert.,Carlos Triana Pérez,Enrique Paumier Álvarez, Manuel Cairo García,José Prado Socarrás, Máximo Pérez Soria, Oscar Más Rodríguez, Oscar Romero Albert, Gaspar Legón López,Alfredo Roque Cruz,José Cruz Castellanos, José Sánchez Andrés, Félix Raspall Harding, Antonio Semanat Rodríguez,Reinerio Oramas Rodríguez,Alejandro Ronquillo Vega, Sergio Ramírez Vázquez. 
- Camagüey 1973-1974

Vicente Marín Hernández, Orlando Sieres Bárcenas, Eusebio Cruz Zamora, Omar Cuesta Galas, Felipe Sarduy Carrillo, Miguel Cuevas Piedra, José Prado Socarrás, Julián Varona Pérez, Pedro Cruz Fuentes, René Moya Álvarez, Félix Booth Torriente, Andrés Palacios Rodríguez, Rolando Valdés Patao, Armando Quintero Hernández, Ricardo Niño Iglesias, Luis Aguilera Avilés, Omar Carrero Moreno, Alfredo Roque Cruz, Gaspar Legón, Juan Pérez Pérez, Manuel Cairo García, Mario Cuesta Galas, Angel Ramírez, Andrés Hernández Morales, Jorge Montalvo La O, Roberto Reynaldo, Rodolfo Curró, Silverio Suárez Noa, José Docampo, Reinerio Oramas Rodríguez, Vladimir Calero Hernández. 
- Granjeros 1976-1977

José Prado Socarrás,Vicente Díaz Martínez, Anselmo Hernández Ibáñez, Miguel García Sotolongo,Félix Booth Torriente,Osvaldo Torres Vergara, Lázaro Santana Herrera,Regino Robayna Veliz,Oscar Romero Albert, Manuel Álvarez Lorente, José A. Agüero,José Sánchez Andrs,Julio Mantilla Marcelino,Emiliano Paz Sánchez, Eladio Cardama,Eduardo Cuesta Galas,Rodolfo Philips General,Jesús Calzado, Angel Castillo Soto, Ernesto Alfonso Miranda, Pedro Aldama, Carlos Triana Pérez, Jorge Valdés Repilado,Gerónimo Estupiñan Olivera. 
- Ganaderos 1975-1976

Jesús Calzado, Eusebio Cruz Zamora, Sergio Quesada Quintero, Felipe Sarduy Carrillo,José Prado Socarrás, José Arias Tornés,Juan Poll Estrada, René Moya Álvarez,Reinaldo Fernández Fabier,Pedro Cruz Fuentes, Omar Cuesta Galas, Luis Aguilera Avilés,Luis Fuentes Pérez, Juan Pérez Pérez,Enrique Paumier Álvarez,Gaspar Legón López, Alfredo Roque Cruz, Omar Carrero Moreno,Armando Quintero Hernández, Félix Raspall Harding, Rafael Perdomo Martínez, José Cruz Castellanos, Roberto González Sánchez, Manuel Cairo García, Pascual Gaínza, Reinerio Oramas Rodríguez, Alejandro Ronquillo Vega, Julián Varona Pérez 
- Granjeros 1975-1976

Angel Castillo Soto,Vicente Díaz Martínez,Miguel García Sotolongo, Anselmo Hernández Ibáñez, Sandalio Hernández Suárez, Manuel Álvarez Lorente, Julio Hernández Pedroso, Félix Booth Torriente, Vicente Marín Hernández,Andrés Hernández Morales,Andrés García Cuesta,Abel Clavelo Pérez, Rodolfo Philips General,Lázaro Santana Herrera, Máximo Pérez Soria, Julio Mantilla Marcelino, Eduardo Cuesta Galas, Oscar Romero Albert,José Ramos Montalvo,José Sánchez Andrés, Regino Robayna Veliz, Miguel García Acosta, Pedro Falcón, Benigno Hurtado, Pedro González Medina Andrés Pedroso, Ariel Palau, José A. Agüero 
- Ganaderos 1974-1975

Reinerio Oramas Rodríguez,Luis Aguilera Avilés,Felipe Sarduy Carrillo, rmando Quintero Hernández,Pedro Aldama,Gaspar Legón López,Félix Booth Torriente,José Prado Socarrás, Rafael Perdomo Martínez, Mario Cuesta Galas, Alfredo Roque Cruz, Omar Cuesta Galas, René Moya Álvarez, Pedro Cruz Fuentes, José Arias Tornés, Eusebio Cruz Zamora, Juan Pérez Pérez, Angel Ramírez, Reinaldo Fernández Fabier, Omar Carrero Moreno, Manuel Cairo García, Ricardo Niño Iglesias, Luis Fuentes Pérez, Roberto Reynaldo, Esteban Cairo García, Roberto González Sánchez, Eliecer González, Andrés Pérez Campanioni 
- Granjeros 1974-1975

Vicente Marín Hernández, Eduardo Cuesta Galas,Anselmo Hernández Ibáñez, Vicente Díaz Martínez, Francisco Bolaños Pedroso, Sandalio Hernández Suárez, Angel Castillo Soto, Miguel García Sotolongo, Andrés Hernández Morales, Manuel Álvarez Lorente, Ernesto Alfonso Miranda, Julio Mantilla Marcelino, José Ramos Montalvo, Miguel Fish Batista, Julio Hernández Pedroso, Máximo Pérez Soria, Angel Ochoa, Oscar Romero Albert, Lázaro Santana Herrera, Eduardo Morales Orozco, José Sánchez Andrés, Pedro González Medina, Carlos Triana Pérez, Yoire Fombona del Risco, Regino Robayna Veliz, Ariel Palau, Benigno Hurtado, Ramón Cordero Ibáñez 
- Granjeros 1973-1974

Yoire Fombona del Risco, Lázaro Santana Herrera,Benjamin Álvarez, Vicente Díaz Martínez, Ramón Cordero Ibáñez, Sandalio Hernández Suárez, Anselmo Hernández Ibáñez, Eduardo Cuesta Galas, Miguel García Sotolongo, Miguel Fish Batista, Ernesto Alfonso Miranda, Máximo Pérez Soria, Porfirio Pérez Peláez, Justo Santos, Francisco Bolaños Pedroso, Félix Bagós, José Ramos Montalvo, José Navarro, Omar Fraga Márquez, Manuel Álvarez Lorente, Oscar Romero Albert, Benigno Hurtado, Julio Hernández Pedroso, Santiago Hernández Pedroso, Carlos Triana Pérez, Pedro González Medina, Jorge Barreto, José Sánchez Andrés, Pedro Lugo 
- Camagüey 1972-1973

Pedro Cruz Fuentes, Vicente Marín Hernández, Alberto Hernández Ortiz, Juan Pérez Pérez, Gaspar Legón López, José Cruz Castellanos, Alfredo Roque Cruz, Juan Riscal Calderón, Ricardo Niño Iglesias, Omar Carrero Moreno, Víctor Eugellés Luiña, Armando Quintero Hernández, Julián Varona Pérez, Felipe Sarduy Carrillo, Angel Almanza Carrillo, René Moya Álvarez, Pascual Gaínza, Omar Cuesta Galas, Orlando Sieres Bárcenas, Mario Cuesta Galas, Miguel Cuevas Piedra, Reinaldo Rosell Dreke, Eusebio Cruz Zamora, José Miguel González Hernández, Julio Hernández Pedroso, Domingo Cordero, Félix Booth Torriente, Andrés Hernández Morales, Andrés Palacios Rodríguez 
- Granjeros 1972-1973

José Ramos Montalvo, Máximo Pérez Soria, Reinaldo Andrade López, Oscar Romero Albert, Pedro González Medina, Lázaro Santana Herrera, Lorenzo Solís Arias, Arcadio López Pérez, Modesto Gil Gómez, José Sánchez Andrés, Yoire Fombona del Risco, Juan de Dios Morales, Félix Bagós, Daniel Hernández Hernández, Francisco Bolaños Pedroso, Angel Castillo Soto, Omar Fraga Márquez, Vicente Díaz Martínez, Ernesto Alfonso Miranda, Miguel García Sotolongo, Eduardo Cuesta Galas, Sandalio Hernández Suárez, Angel Galiano Santana, Elpidio Jiménez Jiménez, Daniel Martínez, Juan J. Santin, René Vázquez González, Luis Jiménez Rojas, Angel Ramírez, Miguel Fish Batista, Manuel Cairo García, Pedro Lugo, Jorge Luis Cuevas Olazábal, José Díaz Hernández 
- Camagüey 1971-1972

Alberto Hernández Ortiz, Santiago Hernández Pedroso, Máximo Pérez Soria, Rolando Valdés Patao, Daniel Hernández Hernández, Omar Cuesta Galas, Angel Ramírez, Luis Revolta, Marcelo Johnson, Angel Almanza Carrillo, Eduardo Cuesta Galas, Andrés Palacios Rodríguez, José Miguel González Hernández, Mario Cuesta Galas, Ramón Gato Medina, Serafín Paneca, Jorge Barreto, Dámaso Agüero, Luis Pérez Acosta, Juan Riscal Calderón, José Sánchez Andrés, Gerardo Arzuaga, Guillermo Rangel, Luis Jiménez Rojas, Ricardo Niño Iglesias, Luis Armenteros Vizcaíno, Modesto Gil Gómez, Juan de Dios Morales, Arcadio López Pérez, Florentino González Miranda, Eduardo Guerrero, Marcelo Estévez 
- Granjeros 1971-1972

Pedro Cruz Fuentes, José Ramos Montalvo,Vicente Marín Hernández,Felipe Sarduy Carrillo, Francisco Bolaños Pedroso,Omar Fraga Márquez, nselmo Hernández Ibáñez,Vicente Díaz Martínez,Orlando Sieres Bárcenas,René Moya Álvarez,Angel Castillo Soto,Miguel Cuevas Piedra,Eusebio Cruz Zamora,Sandalio Hernández Suárez,Abilio Amargo Díaz,Elpidio Jiménez Jiménez,Angel Galiano Santana,Reinaldo Rosell Dreke,Justo Santos,Oscar Romero Albert,Gaspar Legón López,Juan Pérez Pérez, Pedro González Medina,Alfredo Roque Cruz,Florentino Alfonso Fortes,Lorenzo Solís Arias,José Cruz Castellanos,Benjamin Álvarez,Lázaro Santana Herrera,Omar Carrero Moreno,Manuel Llera,Pedro Mesa 
- Camaguey 1970-1971

José Ramos Montalvo, Arnaldo Pedroso, Francisco Soria, Mario Cuesta Galas, Geovanis Moroso, Francisco Bolaños Pedroso, Omar Cuesta Galas, Angel Ramírez, Roberto Francois, Antonio Fuentes, Félix Booth Torriente, Anselmo Varona, Abilio Amargo Díaz, Eduardo Cuesta Galas, Andrés Palacios Rodríguez, Félix Martín Rodríguez, José Miguel González Hernández, Luis Pérez Acosta, Eusebio Cruz Zamora, Pedro González Alonso, Juan Riscal Calderón, Víctor Eugellés Luiña, Juan de Dios Morales, Arcadio López Pérez, José Cruz Castellanos, David Amador, Antonio Valdés, Armando Ruiz, Yoire Fombona del Risco, Walter Corona, Alfredo Roque Cruz, Mario González Ortega 
- Granjeros 1970-1971

Pedro Cruz Fuentes, Vicente Marín Hernández, Santiago Hernández Pedroso, Francisco Booth Torriente, Felipe Sarduy Carrillo, Omar Fraga Márquez, Vicente Díaz Martínez, René Moya Álvarez, Angel Almanza Carrillo, Rolando Valdés Patao, Anselmo Hernández Ibáñez, Miguel Cuevas Piedra, Sandalio Hernández Suárez, José Prado Socarrás, Elpidio Jiménez Jiménez, Angel Galiano Santana, Dámaso Agüero, Justo Santos, Reinaldo Rosell Dreke, Oscar Romero Albert, Gregorio Pérez Valdés, Juan Pérez Pérez, Lázaro Santana Herrera, Manuel Llera, Pedro González Medina, Guillermo Pulido, Enrique Carvajal, Reinaldo Alsia Puig, Lorenzo Solís Arias, Vicente Arribas, Manuel Pulgares, Roberto Meireles 
- Granjeros 1969-1970

Pedro Cruz Fuentes,José Ramos Montalvo, Antonio Eugellés,Daniel Hernández Hernández,Rolando Valdés Patao,Vicente Díaz Martínez,Jorge Hernández Yanes,Omar Cuesta Galas,René Moya Álvarez,Sandalio Hernández Suárez, Eusebio Cruz Zamora,Elpidio Jiménez Jiménez, Abilio Amargo Díaz, Asterio Zaldívar Peña, Angel Galiano Santana, Gregorio Pérez Valdés, 'Oscar Romero Albert,Florentino Alfonso Fortes,Juan Pérez Pérez,Manuel Llera,José Cruz Castellanos, Yoire Fombona del Risco, Ricardo Niño Iglesias, Benjamin Álvarez, Pedro González Medina, Jorge Bejerano, José Prado Socarrás,Andrés Palacios Rodríguez, Lorenzo Solís Arias, Víctor Eugellés Luiña, Gerardo Avalos, Francisco Bolaños Pedroso. 
- Camagüey 1969-1970

Oscar Ortega Paz, Santiago Hernández Pedroso, Francisco Booth Torriente, Felipe Sarduy Carrillo, Manuel Gómez,José Ramón Álvarez, René Vergara, René del Río, Federico Haynes, Orlando García,Miguel Cuevas Piedra, Félix Herrera Cueto, Everaldo Hernández Oviedo, Roberto Gómez, Guillermo Gómez, Raúl González Gómez, Lázaro Santana Herrera, Oscar Gómez, Arnaldo Conde, Julio Castellanos, Raúl Fuentes, Roberto Meireles, Miguel Bencomo, Ramón Rodríguez Alvarado, Arnaldo Pedroso, Eduardo Cuesta Galas, Omar Fraga Márquez, Eduardo Morales Orozco, Guillermo Rangel, Antonio Valdés, Juan de Dios Calderón, Santiago Campanería 
- Granjeros 1968-1969

Santiago Hernández Pedroso, Alberto Hernández Ortiz, Antonio Eugellés, Pedro Cruz Fuentes, Felipe Sarduy Carrillo, Eduardo Cuesta Galas, Rolando Valdés Patao, Víctor Agramonte, Vicente Díaz Martínez, Omar Cuesta Galas, José Capiró Laferté, Jorge Hernández Yanes,Miguel Cuevas Piedra, Félix Herrera Cueto, Asterio Zaldívar Peña, Sandalio Hernández Suárez, Abilio Amargo Díaz, José Prado Socarrás, Angel Galiano Santana, Roberto Gómez, Lázaro Santana Herrera, Oscar Romero Albert, Douglas Sorriba,Juan Pérez Pérez, Manuel Cruz, Mario Molina, Antonio Valdés, Manuel Llera, Arístides Calistre, Benjamin Álvarez, Osvaldo de la Rosa, Gerardo Avalos. 
- Camagüey 1968-1969

José Ramos Montalvo, Víctor Camejo Eugellés, Erinaldo Morales, Daniel Hernández Hernández, Eduardo Rodríguez, Orlando Sieres Bárcenas, Daniel Rodríguez, Francisco Bolaños Pedroso, René Moya Álvarez, Eusebio Cruz Zamora, Eugenio Córdova, Tomás Brown, Hugo Roque, Hugo Martinto, Julio Hernández, Reinaldo Quevedo, Evaristo Cárdenas, Emerio Hernández, Julio Gutiérrez O'Farrill, Reinaldo Alsia Puig, Vicente Arribas, Yoire Fombona del Risco, Juan de Dios Calderón, Pedro Luis Hernández, Restituto Sánchez, Víctor Eugellés Luiña, Rafael Cordero, Elpidio Jiménez Jiménez, Francisco Milián, Reinaldo Rosell Dreke, Reinaldo Pernas, Félix Martín Rodríguez. 
- Roster de Camagüey en la VI Serie Nacional de Béisbol (1967-1968)
- Granjeros 1967-1968

Oscar Ortega Paz, Freddy Portilla Sánchez, Alcides Villafaña, Erinaldo Morales, Felipe Sarduy Carrillo, Rolando Valdés Patao, Vicente Díaz Martínez, José Capiró Laferté, René Vergara, Eduardo Rodríguez, Miguel Cuevas Piedra, Félix Herrera Cueto, Artemio Zaldívar, Eduardo Morales Orozco, Félix Pérez, Astor Parragó, Norberto Piña, Lázaro Santana Herrera, Gregorio Pérez Valdés, Julio Gutiérrez O'Farrill, Pelayo Franco Rivero, Francisco Milián, Manuel Cruz, Douglas Sorriba, Lázaro Estrada, Rafael Borrás, Ricardo Niño Iglesias, Elpidio Jiménez Jiménez, Arnaldo Conde, Julio Blanco, Juan de Dios Calderón. 
- Granjeros 1966-1967

Antonio Eugellés, José Ramos Montalvo, Freddy Portilla Sánchez, Daniel Hernández Hernández, Rolando Valdés Patao, Vicente Díaz Martínez, Jorge Hernández Yanes, Orlando Sieres Bárcenas, Omar Cuesta Galas, Dagoberto Pedroso, Felipe Sarduy Carrillo, Abilio Amargo Díaz, Angel Galiano Santana, Sandalio Hernández Suárez, Asterio Zaldívar Peña, Roberto Gómez, Félix Pérez, Florentino Alfonso Fortes, Alberto Reyes Reinaldo García Puig, José Luis López, Gregorio Pérez Valdés, Oscar Romero Albert, Lázaro Santana Herrera, Francisco Milián, Víctor Díaz Ferrales, Mario Molina, Rodolfo Mederos, Oscar Suárez, Santiago Hernández Pedroso, Norberto Piña, Pelayo Franco Rivero. 
- Granjeros 1965-1966

Antonio Eugellés, José Ramos Montalvo, Pablo Armenteros, Oscar Ortega Paz, Gregorio Pérez Valdés, Oscar Romero Albert, Reinaldo Alsia Puig, Julio Gutiérrez O'Farrill, Juan de Dios Calderón, Heriberto Díaz Cobas, Alberto Reyes, Víctor Díaz Ferrales, Francisco Milián, Mario Molina, Oscar Sieres, Juan René Piñol, Leonel Martínez, Daniel Hernández Hernández, Rolando Valdés Patao, Omar Cuesta Galas, Jorge Hernández Yanes, Félix Eugellés, Elio Cuesta Pérez, Humberto Morffa Sarduy, Eusebio Cruz Zamora, William Bent Smith, Viriato Guerra Castillo, Miguel Cuevas Piedra, Abilio Amargo Díaz, Félix Herrera Cueto, Angel Galiano Santana, Rubén Pérez Varona, Sebastián Danel, Roberto Martínez Guerra, Eduardo Morales Orozco 
- Granjeros 1964-1965

Jesús Oviedo Martínez, Santiago Hernández Pedroso, José Ramos Montalvo, Florentino Alfonso Fortes, Reinaldo Alsia Puig, José Luis López, Lázaro Santana Herrera, Juan José Álvarez Hernández Gregorio Pérez Valdés, Heriberto Díaz Cobas, Ernesto Verdecia Viamontes Pelayo Franco Rivero, Julio Gutiérrez O´Farrill, Ronel Sardiñas González, Osmel Rodríguez Broche, Daniel Hernández Hernández, Rolando Valdés Patao, Gilfredo Landa Mora, Angel Galiano Santana, Everildo Hernández Oviedo, Jorge Hernández Yanes, Miguel Cuevas Piedra, Rubén Pérez Varona, Félix Herrera Cueto, Abilio Amargo Díaz, Eduardo Morales Orozco, Juan Díaz Olmos, Felipe Sarduy Carrillo, Roberto Martínez Guerra, José Luis Valdés, Orlando Sieres Bárcenas.

### Jugadores relevantes
Bateadores
| Nombres             | SN | VB   | C    | H    | AVE | 2B  | 3B | HR  | TB   | SLG | BR  | CR  | CI  |
| ------------------- | -- | ---- | ---- | ---- | --- | --- | -- | --- | ---- | --- | --- | --- | --- |
| Miguel Cuevas       | 13 | 3144 | 396  | 876  | 279 | 127 | 17 | 83  | 1286 | 409 | 66  | 25  | 573 |
| Miguel Caldés       | 14 | 4219 | 612  | 1220 | 289 | 176 | 34 | 176 | 1992 | 472 | 75  | 56  | 683 |
| Felipe Sarduy       | 21 | 6109 | 825  | 1664 | 272 | 221 | 46 | 97  | 2268 |     |     |     |     |
| Leonel Moa          | 15 | 4793 | 778  | 1367 | 285 | 242 | 28 | 272 | 2481 |     |     |     |     |
| Loidel Chapellí     | 14 | 3920 | 611  | 1284 | 328 | 237 | 47 | 103 | 1924 | 491 | 57  | 61  | 687 |
| Marino Luis         |    |      |      |      |     |     |    |     |      |     |     |     |     |
| Alexander Ayala     | 14 | 3136 | 415  | 921  |     | 146 | 23 | 85  | 1368 |     | 20  | 35  | 439 |
| Luis Ulacia         | 21 | 6861 | 1147 | 2183 | 314 | 281 | 58 | 145 | 3015 | 433 | 355 | 218 | 682 |
| Wiliams Luis        |    |      |      |      |     |     |    |     |      |     |     |     |     |
| Norberto Concepción | 13 | 2609 | 366  | 729  | 279 | 117 | 16 | 28  | 962  | 369 | 32  | 25  | 300 |

Lanzadores
| Nombres             | SN | JL  | JI  | JC  | JR  | JG  | JP  | L  | JS | INN    | CL  | PCL  | SO   | BB  |
| ------------------- | -- | --- | --- | --- | --- | --- | --- | -- | -- | ------ | --- | ---- | ---- | --- |
| Gaspar Legón        | 15 | 377 | 241 | 105 | 136 | 141 | 101 | 28 | 8  | 2051.1 | 523 | 2.29 | 1247 | 645 |
| Gregorio Pérez      | 15 | 301 | 215 | 112 | 86  | 110 | 107 | 26 | 11 | 1791.2 | 434 | 2.18 | 976  | 363 |
| Oscar Romero Albert | 17 | 400 | 256 | 91  | 144 | 125 | 114 | 25 | 10 | 1948.1 | 516 | 2.38 | 1008 | 746 |
| Lázaro Santana      | 17 | 418 | 197 | 101 | 221 | 140 | 116 | 28 | 14 | 2062.2 | 538 | 2.35 | 1054 | 695 |
| Omar Carrero        | 17 | 338 | 252 | 146 | 86  | 149 | 105 | 49 | 22 | 2058.0 | 518 | 2.27 | 1225 | 460 |
| Luis Campillo       | 16 | 310 | 248 | 70  | 62  | 110 | 96  | 22 | 10 | 1707.0 | 716 | 3.78 | 740  | 260 |
| Raúl Reyes          | 14 | 344 | 3   | 0   | 341 | 44  | 39  | 0  | 63 | 700.0  | 280 | 3.60 | 400  | 355 |
| Vicyohandri Odelín  |    |     |     |     |     |     |     |    |    |        |     |      |      |     |
| Yormarni Socarras   |    |     |     |     |     |     |     |    |    |        |     |      |      |     |